# قلعة لافيرير
قلعة لافيرير (بالإنجليزية: Citadelle Laferrière) أو قلعة هنري كريستوف، هي قلعة كبيرة على قمة جبل بونيت ليفيك في نورد، هايتي. هي واحدة من أكبر القلاع في الأمريكتين، وقد صنفتها منظمة اليونسكو كموقع للتراث العالمي في عام 1982 - جنبًا إلى جنب مع قصر سانسوسي القريب. تعتبر قلعة لافيرير رمزًا لهايتي. تم بناء القلعة من قبل هنري كريستوف، وهو قائد الثورة الهايتية، وذلك بعد حصول هايتي على الاستقلال عن فرنسا في بداية القرن التاسع عشر.

## التاريخ

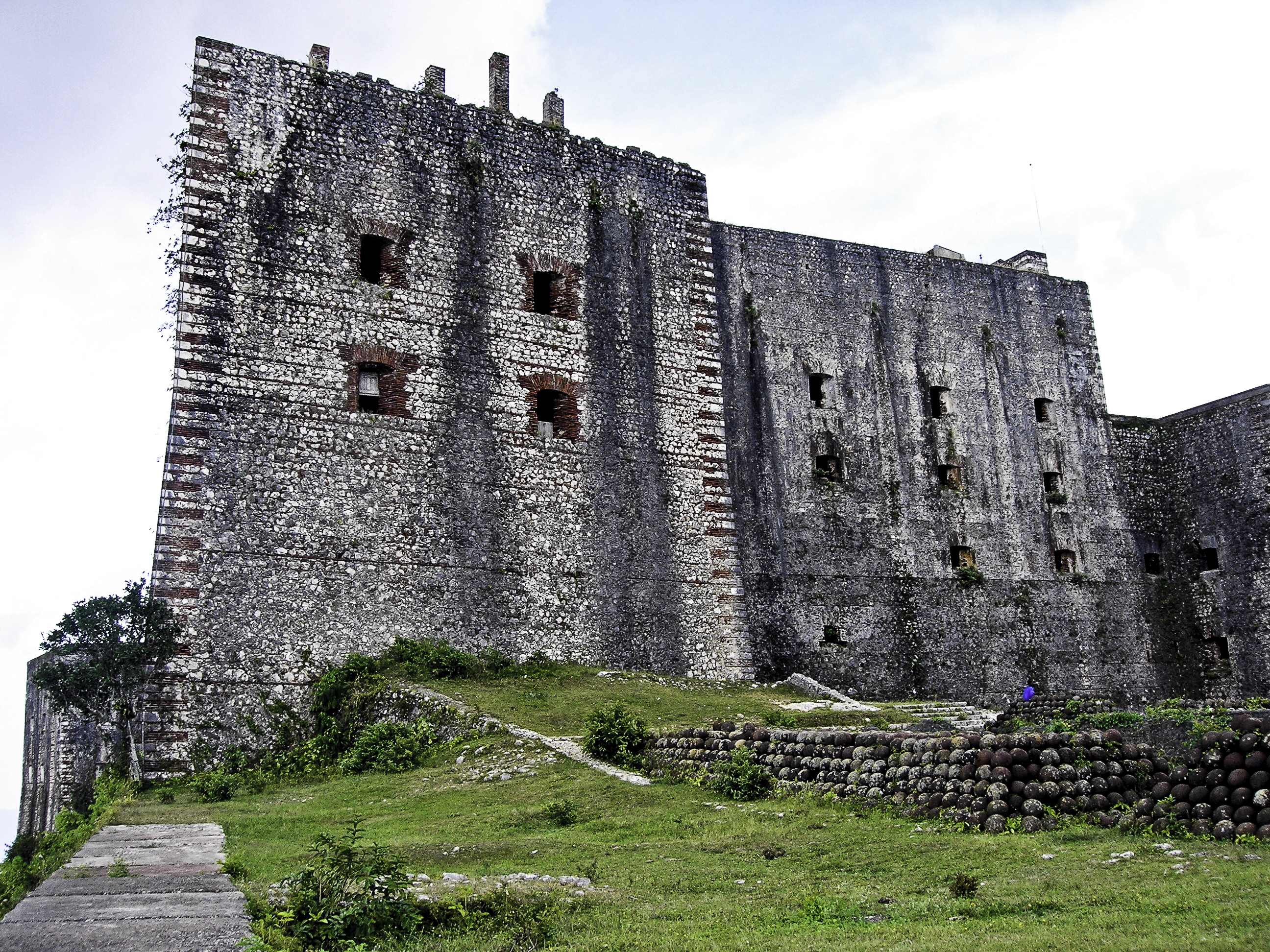
أسوار القلعة.

تم بناء الهيكل الحجري الضخم عن طريق 20000 عامل وذلك بين عامي 1805 و 1820 بأمر من هنري كريستوف قائد الثورة الهايتية، الهدف من البناء كان لدعم نظام التحصينات المصممة للحفاظ على دولة هايتي المستقلة حديثًا آمنة من التوغلات الفرنسية. تم بناء القلعة على قمة جبل بونيت ليفيك وذلك على ارتفاع 900 متر (3,000 قدم)، لردع الهجمات وتوفير المراقبة اللازمة على الوديان المجاورة. يمكن رؤية بلدة كاب هايتيان والمحيط الأطلسي المجاورين من سطح القلعة.
قام الهايتيون بتجهيز القلعة بـ 365 مدفع بأحجام مختلفة. تم الحصول عليها من دول مختلفة، ولا تزال تحمل شارات ملوك القرن الثامن عشر. لا تزال قاعدة جدران القلعة تحتوي على مخزونات هائلة من اسلحة المدافع. تصدت القلعة منذ بناءها للعديد من الزلازل، ولكن الهجوم الفرنسي لم يأت أبدًا فتم التخلي عنها في النهاية.

## السياحة
قلعة لافيرير هي واحدة من الوجهات السياحية الأكثر شعبية في هايتي. تاريخ القلعة وكيفية الوصول إليها يتم الحصول عليه عن طريق الإرشادات في مدينة ميلوت. قد يطلب من الزوار دفع رسوم رمزية عند وصولهم إلى مدخل القلعة. ينصح الزوار أيضًا باستئجار حصان ليساعدهم في رحلة الصعود الشاقة. طوال الطريق يوجد العديد من الأشخاص الذين يبيعون الهدايا التذكارية أو المشروبات، مثل عصير جوز الهند الطازج، المشروبات ضرورية في الحرارة الاستوائية. الممر هو حجر مرصوف، مريح وبحالة جيدة.

## معرض

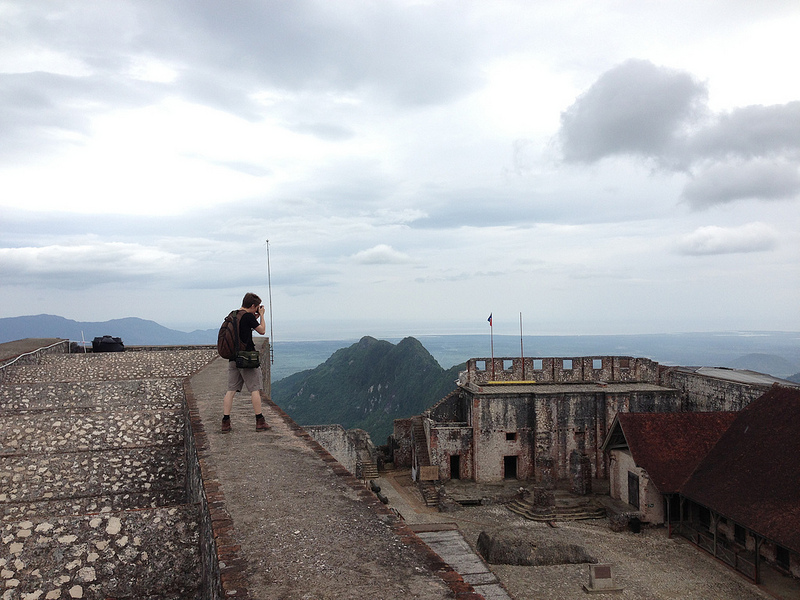
منظر من الجدار
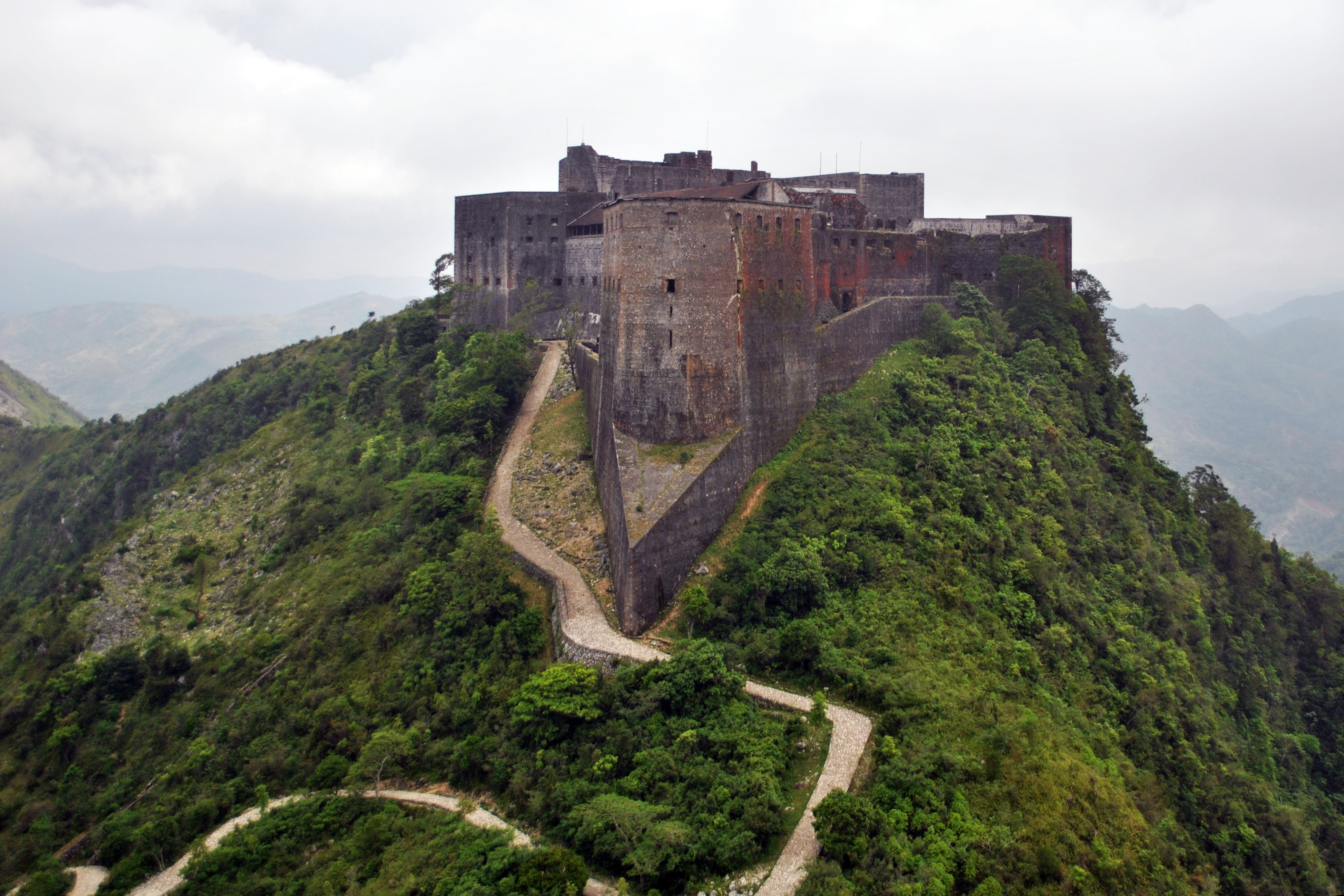
طريق الصعود الى القلعة
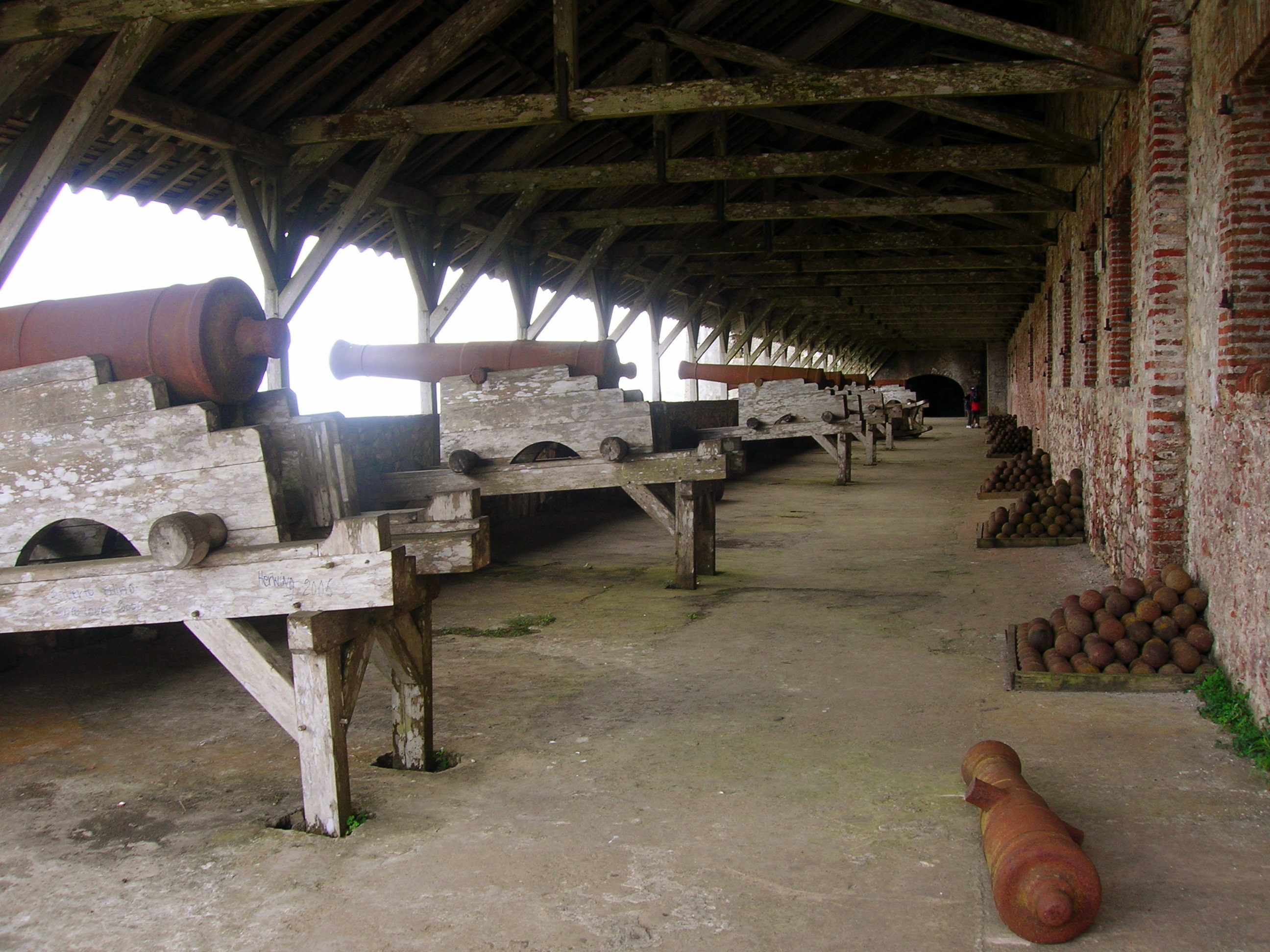
مدافع القلعة
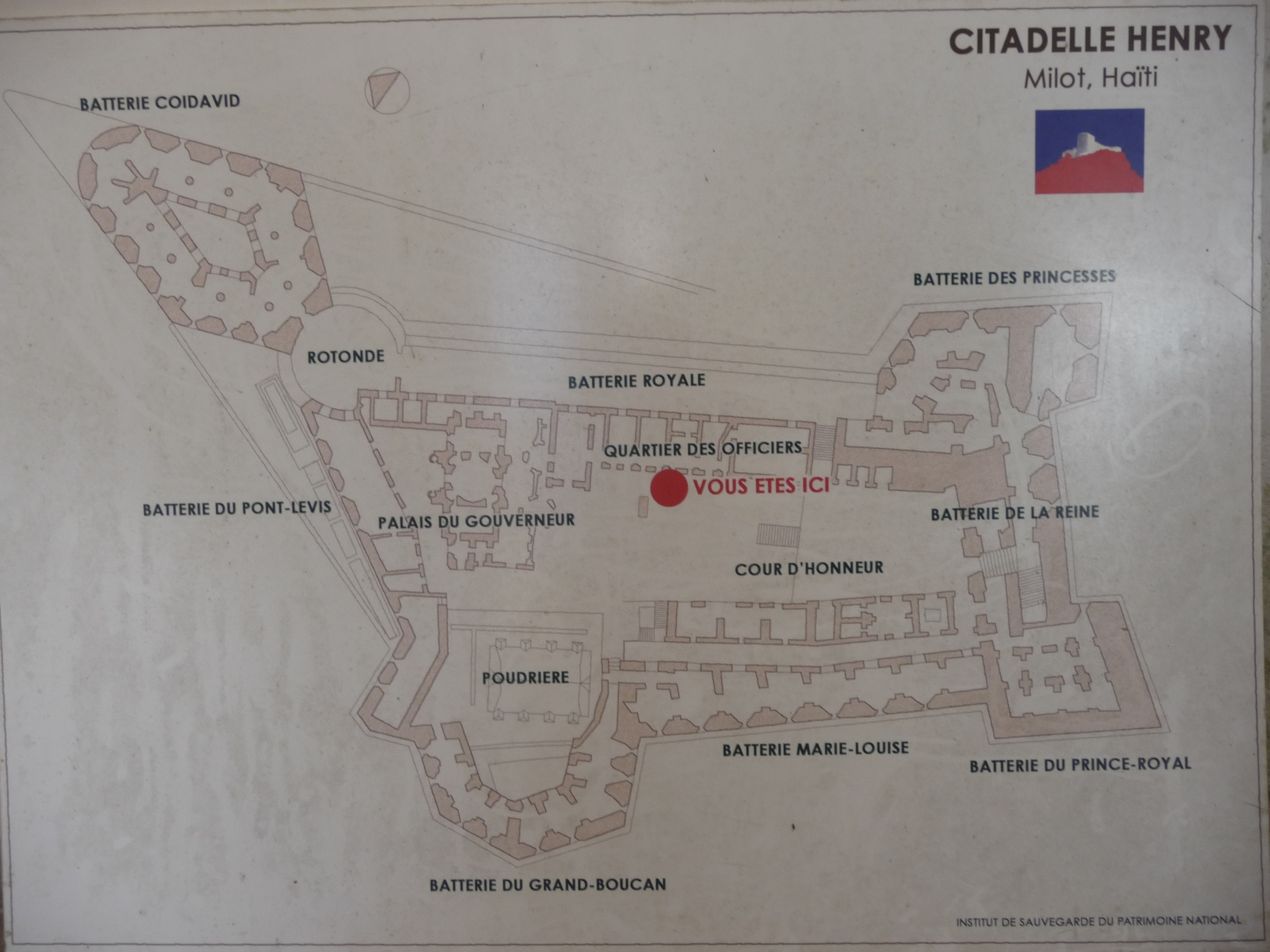
خريطة القلعة